# 윤일봉
윤일봉(한국 한자: 尹一峰, 1934년 3월 1일 ~ )은 대한민국의 배우이고 대학 교수로도 잠시 활약하였다.

## 생애
충청북도 괴산에서 태어났다. 지난날 한때 충청북도 청주에서 잠시 유아기를 보낸 적이 있고 훗날 경성부에서 성장한 그는 1948년 영화 《푸른 언덕》을 통하여 아역 영화배우 첫 데뷔하였고 1956년 연극배우로도 데뷔 이후 영화 100여편에 출연하였다. 한국영화배우협회 명예회장과 제11대 영화진흥공사(현 영화진흥위원회) 사장·한양대 연극영화학과 특별초빙교수·중앙대 영화학과 특별초빙교수를 지냈다.

## 학력
- 1951년 용산고등학교 (졸업)
- 1956년 고려대학교 국어국문학과 (1학년 중퇴)

### 비학위 수료
- 1995년 고려대학교 언론대학원 최고위과정 (수료)

## 출연작

### 영화
- 1948년 《푸른 언덕》(감독 유동일)
- 1955년 《구원의 애정》(감독 민경식)
- 1961년 《오발탄》(감독 유현목)
- 1964년 《떠날 때는 말없이》(감독 김기덕)
- 1964년 《맨발의 청춘》(감독 김기덕)
- 1967년 《연합전선》(감독 이혁수)
- 1968년 《낮과 밤》(감독 전우열)
- 1969년 《눈물의 여인》(감독 최경옥)
- 1972년 《인왕산 호랑이》(감독 장일호)
- 1973년 《사나이훈장》(감독 최영철)
- 1974년 《증언》(감독 임권택)
- 1974년 《수절》(감독 하길종)
- 1974년 《별들의 고향》(감독 이장호)
- 1975년 《애수의 샌프란시스코》(감독 정소영)
- 1975년 《빛은 어디에》(감독 정소영)
- 1975년 《황혼의 만하탄》(감독 강범구)
- 1976년 《나는 고백한다》(감독 정소영)
- 1976년 《돌아온 팔도강산》(감독 정소영)
- 1977년 《초분》(감독 이두용)
- 1978년 《너의 창에 불이 꺼지고》(감독 변장호)
- 1978년 《당신만을 사랑해》(감독 문여송)
- 1978년 《생사의 고백》(감독 이두용)
- 1978년 《지붕 위의 남자》(감독 박남수)
- 1979년 《내가 버린 여자》(감독 정소영)
- 1979년 《12인의 하숙생》(감독 석래명)
- 1979년 《우요일》(감독 박남수)
- 1979년 《야시》(감독 박남수)
- 1979년 《돛대도 아니 달고》(감독 이원세)
- 1979년 《영원한 관계》(감독 고영남)
- 1979년 《광염 소나타》(감독 고영남)
- 1979년 《내가 버린 남자》(감독 정소영)
- 1980년 《어느 여대생의 고백》(감독 김선경)
- 1980년 《바다로 간 목마》(감독 정진우)
- 1980년 《외인들》(감독 고영남)
- 1980년 《아픈성숙》(감독 박철수)
- 1980년 《두 여인》(감독 하휘룡)
- 1981년 《화요일밤의 여자》(감독 김영효)
- 1981년 《깊은 밤 갑자기》(감독 고영남)
- 1981년 《노상에서》(감독 남기남)
- 1982년 《집을 나온 여인》(감독 박호태)
- 1982년 《야생마》(감독 유동훈)
- 1982년 《욕망의 늪》(감독 이두용)
- 1982년 《여자의 함정》(감독 이경태)
- 1982년 《조용한 방》(감독 노세한)
- 1982년 《내가 사랑했다》(감독 고영남)
- 1983년 《질투》(감독 김인수)
- 1984년 《연인들》(감독 문여송)
- 1984년 《짧은 포옹 긴 이별》(감독 문여송)
- 1984년 《가고파》(감독 곽정환)
- 1984년 《낮과 밤》(감독 이두용)
- 1986년 《유혹시대》(감독 정인엽)
- 1987년 《먼 여행 긴 터널》(감독 이형표)
- 1988년 《그 마지막 겨울》(감독 정소영)
- 1988년 《바이오맨》(감독 조명화, 김청기)
- 1990년 《코리안 커넥션》(감독 고영남)
- 1991년 《비 개인 오후를 좋아하세요?》(감독 조금환)
- 1991년 《사랑과 죽음의 메아리》(감독 정진우)
- 1991년 《뻘》(감독 이만)
- 1992년 《사랑과 눈물》(감독 남기남)
- 1994년 《그리움엔 이유가 없다》(감독 유영진)
- 1994년 《비는 사랑을 타고》(감독 조금환)
- 1995년 《해병묵시록》(감독 이병주)
- 1996년 《환희》(감독 엄종선)

### 연극
- 1956년 《협객 임꺽정》 ... 영양군 이거 역(단역)

### 텔레비전 드라마
- 1973년 TBC 동양방송 드라마 《북간도》

- 1993년 KBS 한국방송 드라마 《미스터리멜로 - 금요일의 여인 》

## 이외 이력
- 前 신민주공화당 문화예술행정특임위원(1988년 2월 3일 ~ 1988년 3월 29일)
- 前 자유민주연합 문화예술행정특임위원(1997년 2월 1일 ~ 1997년 3월 3일)
- 前 서일대 연극영화학과 겸임교수
- 가천대 연기예술학과 석좌교수
- 동아방송예대 방송연기학과 석좌교수

## 수상 및 서훈
- 1967년 제6회 대종상영화제 남우조연상
- 1972년 제9회 청룡영화상 남우조연상
- 1977년 제16회 대종상영화제 남우조연상
- 1984년 제23회 대종상영화제 남우주연상《가고파》
- 2008년 제16회 이천춘사대상영화제 아름다운 영화인상
- 2012년 은관문화훈장(2등급)

## 가족 관계
- 배우자: 유은이 (1952년 6월 15일 ~ 2024년 10월 10일)
  - 장남: 윤성준
  - 차남: 윤준호 (1978년 3월 21일 ~)
  - 딸: 윤혜진 (1980년 1월 9일~)
    - 사위: 엄태웅 (1974년 4월 5일~)
      - 외손녀: 엄지온 (2013년 6월 18일~)

    - 사돈: 엄정화 (1969년 8월 17일~)